# Fedrigoni
Fedrigoni est une entreprise italienne spécialisée dans la création et la fabrication de papier haut de gamme. Son CA est d'environ 600 millions d'euros. La société possède 5 usines à papier en Italie : Vérone, Arco di Trento, Riva del Garda, Fabriano et Pioraco avec une production annuelle de 350,000 tonnes figure parmi les 250 principaux producteurs mondiaux

## Histoire
La famille Fedrigoni opère depuis 1717 dans l'activité du papier mais ce n'est qu'en 1888 que la production devient industrielle avec la création d'une première papeterie à Vérone par Giuseppe Antonio Fedrigoni. À la mort du fondateur, l'activité continue à se développer grâce à la contribution de ses enfants qui en assurent la direction. 
En 1963, un établissement est installé en Afrique du Sud (S. A. Acamas Fibreboard & Paper Company ltd).
En 1987, des établissements sont ouverts en Allemagne et en Espagne, suivis en 1993 par d'autres en Grande-Bretagne et en France.
En octobre 2019, Fedrigoni annonce l'acquisition de Ritrama, une entreprise italienne spécialisée dans le papier adhésif, pour 300 millions d'euros.

## Le groupe
L'entreprise, par l'acquisition de Fabriano, accède à la production de papier pour l'Euro.
- Arconvert[7]
- Fedrigoni[8]
- Fabriano[9]
- Fabriano Securities
- Fabriano Boutique
- Manter[10]
- Sadipal[11]
- Cartiere Miliani Fabriano [12]